# Sunday People (formație)
Sunday People (engl. „oamenii de duminică”) este o formație de muzică electronică și rock din România.

## Activitate
Debutul formației s-a produs în 2003, prin discul Untold Stories; probabil cea mai cunoscută piesă a formației aparține acestui prim album și se numește „Swing with Me”.
Sunday People au semnat în 2004 un contract cu casa de discuri germană Phazz-a-delic, unde au produs un al doilea album în 2004, Telepathically in Love.
La începutul anului 2009, formația a suferit o modificare de componență – cântăreața Dana Sandu a fost înlocuită de Ana Ularu.